# Université de Bournemouth
L'université de Bournemouth est une université britannique située à Bournemouth, ville du Sud de l'Angleterre. Elle a été fondée en 1992.

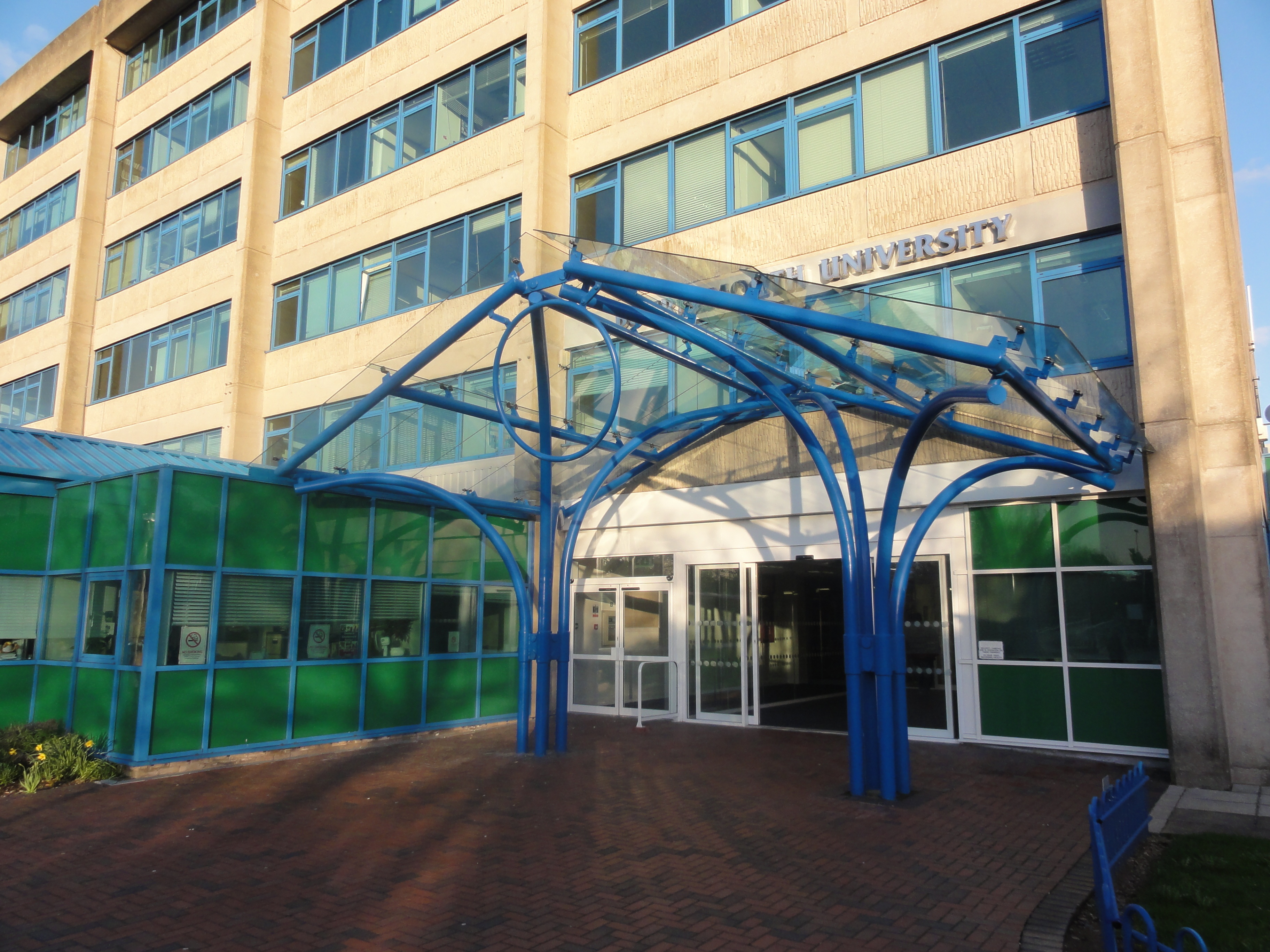
Entrée de l'université.

## Composantes
L'université est composée de six écoles
- École des médias
- École des sciences de la conservation
- École de Design, d'ingénierie et d'informatique
- École de commerce
- École de la santé et d'action sociale
- École de management des services.

## Parmi les anciens étudiants
- Edwina Dunn (1958-), entrepreneure, ancienne étudiante et docteure honoraire